# Exon

Struktura genu - gen je tvořen exony a introny.

Exon je jakákoli část genu (část sekvence nukleové kyseliny DNA nebo RNA), která bude tvořit část konečné zralé mRNA produkované tímto genem v procesu zvaném transkripce. Podle této sekvence, která se nazývá kódující sekvence, se obvykle tvoří bílkovina v procesu zvaném translace.
Kromě exonu obsahuje sekvence DNA introny, které jsou také součástí genu. V procesu splicingu se introny z pre-mRNA vystříhají, čímž vzniká mRNA, podle níž je nakonec tvořena bílkovina.
Typický lidský gen obsahuje v průměru osm exonů s průměrnou délkou vnitřních exonů 145 nukleotidů. Introny jsou v průměru více než 10krát delší, v některých případech jsou dokonce mnohem delší.
DNA eukaryot se skládá z exonů a intronů, DNA prokaryot se skládá výhradně z exonů. Soubor všech genů tvoří genom daného druhu, soubor všech exonů tvoří exom.

## Historie
Termín exon byl zaveden v roce 1978 biochemikem Walterem Gilbertem. Původně byl zaveden pro transkripty kódující bílkoviny, ale později byl rozšířen na ribozomální RNA (rRNA), přenosovou RNA (tRNA) a trans sestřih.
Richard John Roberts a Phillip Allen Sharp v roce 1993 dostali Nobelovu cenu za objev pravidelné sekvence exonů a intronů, které tvoří typickou strukturu eukaryotických genů (split gen).

## Základní pojmy

Rozdíl mezi DNA (dvouvláknová struktura) a RNA (jednovláknová struktura)

### Překlad genetické informace
- Replikace DNA (zdvojení DNA) – pro přenos informace do další generace je nutné před každým buněčným dělením zdvojnásobit množství genetické informace v buňce. K tomu slouží pochod zvaný replikace DNA, kdy se vytvářejí dvě komplementární vlákna k původním vláknům dvoušroubovice. Výsledkem jsou dvě identické dvoušroubovice DNA, které obsahují exony a introny.
- Transkripce DNA (přepis DNA) – je sestavení molekuly mRNA podle záznamu v DNA. Transkripce probíhá v jádru buňky a během ní dojde k odstranění intronů (splicing). Výsledná mRNA tak obsahuje pouze exony a přechází z jádra do cytoplasmy na ribozomy.
- Translace RNA (překlad RNA) – v ribozomech se překládá pořadí nukleových kyselin z mRNA do primární struktury bílkovin připojováním aminokyselinových zbytků. Překlad probíhá podle genetického kódu, který určuje párování triplet v tRNA.

### Typy RNA
- prekurzorová messenger RNA (pre-mRNA nebo hnRNA – heterogenní nukleová RNA) – vzniká při přesném přepisu DNA, je komplementární kopii jednoho řetězce šroubovice DNA. Obsahuje exony a introny.
- mediátorová nebo informační RNA (mRNA) – vzniká při přepisu z pre-mRNA, kdy dochází k odstranění intronů (splicing). Obsahuje jenom exony a přenáší genetickou informaci z DNA do ribozomů. Je to kódující RNA.
- transferová nebo přenosová RNA (tRNA) – zajišťuje transport aminokyselin k ribozomu, je to vlastně adaptér spojující aminokyseliny a kodóny v mRNA.
- ribozomální RNA (rRNA) – strukturní a katalytická složka ribozomů, má stavební funkce v ribozomu.
- small nuclear RNA (snRNA) – strukturní složky spliceozomů, účastní se na sestřihu (splicingu) pre-mRNA
- micro RNA (miRNA) – krátké jednořetězcové RNA, blokují translaci komplementárních mRNA. Regulují genové exprese některých genů.
- small interfering RNA (siRNA) – krátké dvouřetězcové RNA, které selektivně rozkládají komplementární mRNA a tak znemožňují jejich translaci. Role v procesu RNA interference.
- další nekódující RNA – různé funkce, například složka telomerázy.

## Transkripce DNA

Transkripce. Přepis DNA na mRNA. Zralá mRNA se po odstřižení intronů skládá pouze z přepsaných sekvencí exonu.

Gen, který je uložen v DNA, se skládá z exonů a intronů. Exony  mohou zahrnovat jak sekvence, které kódují aminokyseliny (červená barva), tak sekvence nekódující aminokyseliny (šedá barva).
Během přepisu (transkripce) genu z DNA do RNA jsou introny odstraněny. Messenger RNA (mRNA, informační RNA) se pak skládá pouze ze sekvencí exonu. Tento proces odstranění intronů se nazývá sestřih (splicing) a skládá se ze dvou kroků:
- V prvním kroku dochází k přesnému přepisu z DNA do prekurzorové messenger RNA (pre-mRNA). Tato sekvence obsahuje exony, které kódují aminokyseliny (červená), tak nekódující sekvence (šedá). Vedle exonů obsahuje pre-mRNA také introny (modrá).

Splicing. Odstřižením intronu z pre-mRNA a vznik zralé mRNA.

- Splicing. Odstřižením intronu z pre-mRNA  a vznik zralé mRNA.Ve druhém kroku dochází k přepisu z pre-mRNA do mRNA, který se nazývá sestřih (splicing). Při něm jsou odstraněny introny. Exony  jsou tak spojeny do konečné funkční mRNA. Konce 5′ a 3′ mRNA jsou označeny pro odlišení dvou nepřeložených oblastí zelenou barvou. Vzniká tak konečná zralá mRNA, která se skládá pouze z přepsaných sekvencí exonu a podle níž je nakonec tvořena bílkovina procesem zvaným překlad (translace).

Transkripce je v něčem podobná replikaci, tedy procesu, kdy se na základě jednoho řetězce DNA vytváří vlákno jiné. Oba tyto procesy jsou součástí centrálního dogmatu molekulární biologie, tedy tvrzení, že bílkoviny v těle vznikají na základě jakéhosi vzoru zapsaného v genech v DNA.

## Translace
Translace je část procesu genové exprese, při kterém dochází k syntéze bílkovin. Jde o sestavení primární struktury bílkoviny podle záznamu v transkripci vytvořené mediátorovou RNA (mRNA). Během translace je informace zapsaná v mRNA podle přesných pravidel genetického kódu dekódována a je podle ní sestaven řetězec aminokyselin, který vytváří bílkovinu. Translaci můžeme rozdělit do tří fází: iniciace, elongace a terminace.